# Konec světa (film, 1999)
Konec světa (v anglickém originále End of Days) je americký akční mysteriózní filmový thriller/horor, který natočil v roce 1999 režisér Peter Hyams. V hlavní roli se představí Arnold Schwarzenegger jako bývalý detektiv newyorské policie Jericho Cane, který musí ochránit nevinnou dívku Christinu York (Robin Tunney) před samotným Satanem.

## Děj
Rok 1979
Ve Vatikánu sledují se znepokojením nebeské znamení: protáhlou vlasatici vinoucí se nad Měsícem v úplňku. Podle proroctví se právě narodila dívka, která se má v budoucnosti stát matkou Antikrista – Satanova dítěte. Jeden z kardinálů navrhuje dívku zavraždit, aby se proroctví nemohlo naplnit, avšak papež jeho plán odmítne, protože odporuje boží vůli. Vyšle do světa speciálně vycvičeného kněze Tomáše Akvinského, aby dítě našel a ochránil. Mezitím v New Yorku místní satanisté najdou tuto dívku, jmenuje se Christine York.
Rok 1999
O dvacet let později se Satan zmocní těla investičního bankéře. Následující den je mu přidělena soukromá ochranka – bývalý detektiv newyorské policie Jericho Cane (depresivní alkoholik od té doby, co mu zavraždili manželku a dceru, od té doby přestal věřit v Boha) a jeho parťák Bobby Chicago. Když se Tomáš Akvinský pokusí zastřelit bankéře, dvojice mu v tom zabrání, vyslechne si knězovo varování a pak ho předá newyorské policii, konkrétně detektivu Marge Francisové. Vyjde najevo, že Akvinský nemá jazyk.
Jericho a Bobby prozkoumávají odporné Akvinského obydlí, kde najdou jeho vyřízlý jazyk ve sklenici a krví načmárané symboly na zdech. Jericho jde za místní knězem Kovakem, ale ten mu toho o Akvinském mnoho neřekne. Později večer navštíví Satan svého hlavního kněze, který v převlečení za doktora pro něj hlídá od narození Christinu. Kněz ujišťuje Satana, že jeho plány jdou dobře. 
Christina je od narození sirotek. Péči ji věnuje chůva Mabel, také satanistka. Christině se zdají podivné výjevy, ve snech ji navštěvuje Satan. Ten se mezitím snadno dostane do nemocnice za Akvinským a ukřižuje ho na stropě pokoje. Poté, co je považován za mrtvého, lékař přečte nápis Christ in New York („Kristus v New Yorku“) vyrytý v latině do Akvinského kůže. Jericho pochopí nápis jako Chris nebo Christine York, a když spolu s Bobbym Chicagem začnou pátrat po osobách s těmito jmény, narazí na kardinálovy zednáře, kteří se pokoušejí Christine zabít. Jericho odrazí útok zednářů a chůvy Mabel a s Christine zmizí. Na scéně se objeví Satan, zapálí policejní auto s Bobbym a její byt. Marge a její policejní kolega (oba satanisté) požadují, aby Jericho vydal Christinu. Jericho je oba zabije. Satan vzkřísí Marge, aby shromáždila ostatní satanisty a povolala je k němu. Jericho a Christine se uchýlí do krypty kostela, základny kněze Kovaka a vatikánských duchovních. Kovak prozradí Jerichovi a Christine, že ji Satan musí oplodnit mezi 23:00 a půlnocí na Silvestra, aby zahájil Apokalypsu a převzal vládu nad světem.
Christine zůstane v kostele pod ochranou Kovaka. Satan navštíví Jericha a za vydání Christiny mu slibuje oživení jeho zavražděné manželky a dcery. Jericho odolá jeho nabídce a po krátké souboji Satan zmizí. Objeví se Bobby, ale Jericho mu uvěří až poté, co jej na zkoušku postřelí. Oba se společně vydají do kostela pro Christinu. Tam se zjeví i Satan, který pobije vatikánské duchovenstvo. Bobby zradí Jericha, protože uzavřel dohodu se Satanem. Jericho je zmlácen satanisty a ukřižován na zdi kostela. Z kříže ho vysvobodí Kovak. Poté, co se zotaví, pronásleduje Jericho Satana do jeho podzemního brlohu, opět zabije Marge, vyplení brloh a zachrání Christinu. Spolu utečou do podzemního tunelu a naskočí do vagónu metra. Ďábel je pronásleduje a zabije řidiče metra. Jericho ho rozstřílí. Satan je nucen opustit zdevastované bankéřovo tělo. Jericho se s Christine uchýlí do dalšího kostela, kde obnoví svou víru v Boha. Satan se zjeví v podobě okřídlené kreatury, ovládne Jericha a pokouší se znásilnit Christinu. Na její prosby Jericho dokáže dostatečně vzdorovat ve svém těle Satanovi a nabodne se na meč, čímž ukončí veškeré jeho snahy o zmocnění se dívky. S úderem půlnoci ďábel zmizí v nejhlubším pekle. Jericho v posledních okamžicích svého života spatří svou ženu a dcerku a odebere se za nimi na onen svět. Christine jej oplakává, zatímco New York oslavuje příchod nového milénia.

## Obsazení
- Arnold Schwarzenegger jako bývalý detektiv Jericho Cane
- Gabriel Byrne jako Satan
- Robin Tunney jako Christine York
- Kevin Pollak jako Bobby Chicago
- CCH Pounder jako detektiv Marge Francisová
- Derrick O'Connor jako Tomáš Akvinský
- Miriam Margolyes jako chůva Mabel
- Udo Kier jako doktor Abel
- Mark Margolis jako papež
- Rod Steiger jako otec Kovak
- Victor Varnado jako Albino
- Denice D. Lewis jako Emily Cane
- Renee Olstead jako Amy Cane